# Intercepción (fútbol americano)

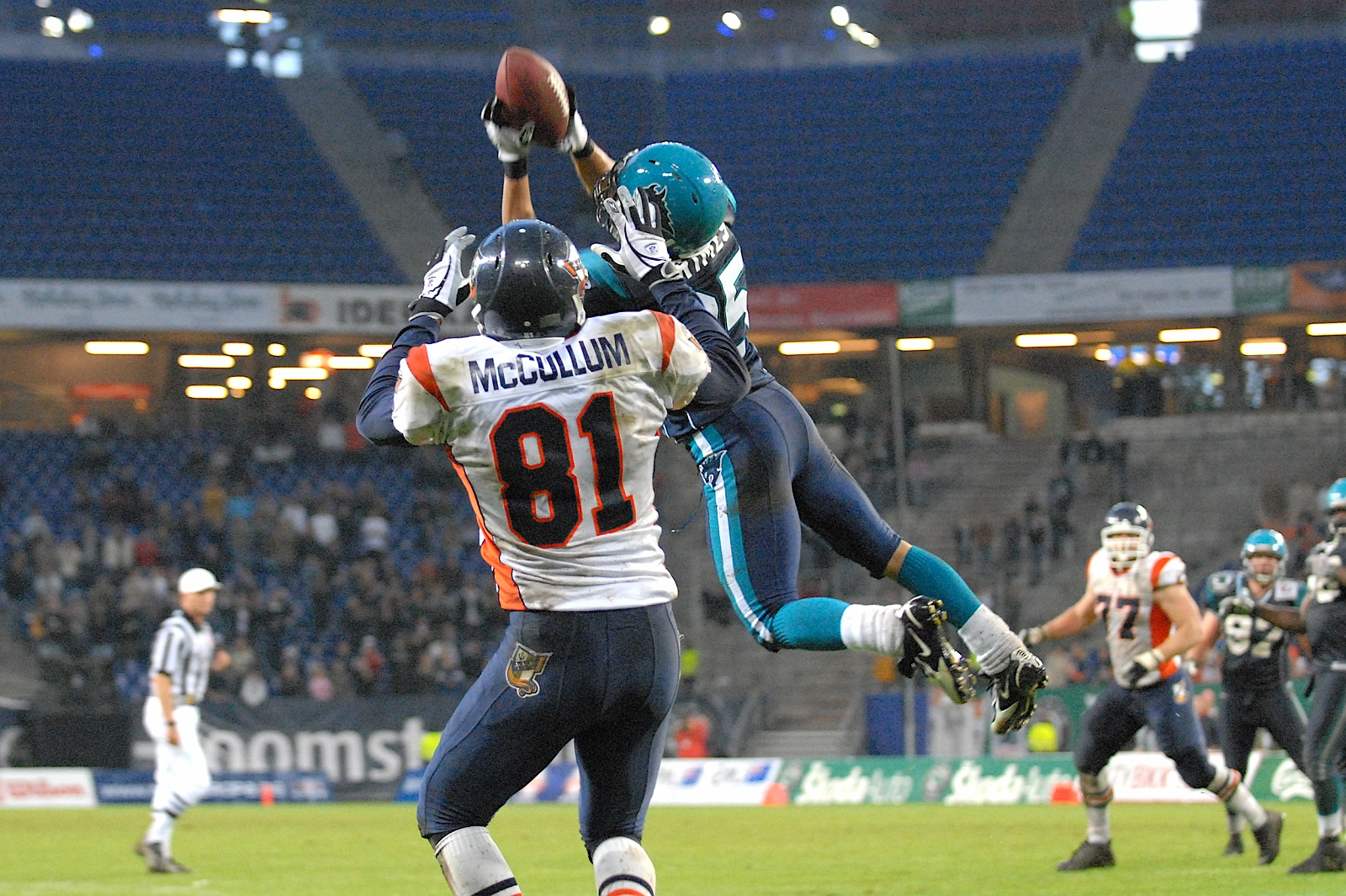
Un cornerback de los Hamburg Sea Devils interceptando un balón.

Un pase interceptado, acortado comúnmente como intercepción o interceptación, es un movimiento en muchas formas de fútbol, incluyendo al fútbol americano y al canadiense, así como el rugby league, rugby union, fútbol australiano y fútbol gaélico; y básicamente envuelve a un pase (ya sea hecho con la mano o con el pie) siendo cortado por un jugador opositor quien usualmente gana la posesión del balón para su equipo.

## Fútbol americano/canadiense
En el fútbol canadiense o americano, una intercepción es un movimiento especializado que ocurre cuando el pase de un quarterback es atrapado por un jugador del equipo contrario. Esto lleva a un cambio inmediato de posesión durante la jugada: el defensor que atrapa el balón inmediatamente asume el papel de un jugador ofensivo e intenta avanzar con el balón hacia el campo contrario tan lejos como pueda. Después de detenerse esa jugada, si el jugador interceptor aún retiene la posesión del balón, su equipo toma posesión en el lugar donde terminó la jugada.
Las intercepciones son hechas de manera predominante por la secundaria o los linebackers, quienes usualmente están colocados de manera más cercana a los objetivos del quarterback: los wide receivers y los tight ends. De manera menos frecuente, un liniero defensivo puede hacer una intercepción por un balón desviado, por un sack cercano, un shovel pass, o un screen pass. En cuanto un pase es interceptado, todos en el equipo defensivo se convierten en bloqueadores, ayudando al jugador con la intercepción a obtener el mayor yardaje posible y posiblemente un touchdown; mientras que todos en el equipo ofensivo se convierten en defensas, y pueden tratar de tacklear al portador del balón.
La intercepción de un lateral pass, sin embargo, es considerada como un fumble perdido.
El récord de más pases interceptados está en posesión de Paul Krause, que jugó entre 1964 y 1979, con un total de 81.
El récord de la NFL para la carrera más larga para un touchdown después de una intercepción es de 107 yardas, hecha por Ed Reed de los Baltimore Ravens el 23 de noviembre de 2008. Rompió su propio récord de 106 yards, hecha 4 años antes. También tiene el récord de más yardas de retorno de intercepción en una temporada, con 358 yardas en el 2004.
Brett Favre de los Minnesota Vikings tiene el récord de la NFL por más pases interceptados con 317 hasta la temporada regular del 2009.

## Fútbol australiano
Las intercepciones, en el fútbol australiano, suceden cuando un pase con el pie o con la mano es cortado. Usualmente es una patada fallada o no planeada la cual consecuentemente resulta en un jugador de la oposición ganando la posesión del balón para su equipo.